# Да запазиш достойнство
„Да запазиш достойнство“ (на английски: Saving face) e американска романтична комедия филм от 2004, режисиран от Алис Ву. Филмът се фокусира около младия хирург Вилхелмина, която е с китайско-американски произход, нейната партньорка Вивиан, балерина по професия, и майката на Вил – Жоан Чен, която е неомъжена и бременна.

## Основа на филма
Алис Ву, която режисира филма, пише сценария за него няколко години по-рано, извличайки от нейния собствен опит за каминг аут. През 2001 сценарият печели наградата за екраниране CAPE, което естествено води и до неговото продуциране с бюджет от $2.5 милиона през 2003. 
Описвайки нюйоркската китайско-американска общност, филмът е смесица от мандарински китайски и английски.

## Сюжет
Филмът е подобен на Imagine Me and You и разказва за китайските семейства в САЩ. Вил е работещ хирург и лесбийка, но не е казала на семейството си (in the closet), найната майка забременява и от своя страна не казва от кого, традициите се спазват от старото поколение и дядото на Вил е възмутен от поведението на майка ѝ и я изпраща да живее при Вил. Междувременно внучката завързва любов с дъщерята на шефа си (Вивиан), която е открита (out of the closet) и иска открита връзка, но Вил още се крие. Вил е винаги загрижена за хората около нея, но на моменти непроницаема като изражение, а и като реакции и за това на моменти изглежда не като влюбена и като пасивна, тоест неангажирана, във връзката си с Вивиан. Това ги разделя за известно време, но после те се събират отново. Филмът завършва с щастлив край и за Вил, и за майка ѝ – Вил е заедно с Вивиан, а майка и със своя млад любим – бащата на детето ѝ.